# إسحاق بن إبراهيم الطليطلي
أبو إبراهيم إسحاق بن إبراهيم بن مسرة التجيبي الكتاني الطليطلي شيخ المالكية بقرطبة في عصره، فقيه ومحدث أندلسي.

## سيرته
نزل إسحاق بن إبراهيم قرطبة، وكان فقيه قدوة، ورع صالح، له حانوت في الكتان. روى عن محمد بن عمر بن لبابة، وأحمد بن خالد الحافظ، كما صنف كتاب النصائح المشهور. قال ابن عفيف: «كان من أهل العلم والفهم والعقل والدين المتين والزهد والبعد من السلطان، لا تأخذه في الله لومة لائم». قال ابن الفرضي: «كان أبو إبراهيم حافظا للفقه، صدرا في الفتيا، وقورا مهيبا، لم يكن له بالحديث كبير علم، وله كتاب معالم الطهارة وكان الحكم أمير المؤمنين معظما له، وإذا دخل عليه مد رجليه، ويعتذر بشيخه، فيقول: أقعد كيف شئت. وكان صليبا قليل الهيبة للملوك، اغتاب الحكم رجلا، فسكت أبو إبراهيم، ونكس برأسه، فأقصر الحكم وفهم، وقد راوده على أن يأتيه بولده أحمد وهو صبي، فقال: لا يصلح الآن لذلك».

## وفاته
توفي إسحاق سنة 352 هـ.